# Печера Пинаргозу
Пинаргозу (тур. Pinargözü Mağarası) — печера в мулі Стамбул, Туреччина. Була відкрита у 1991 році.
Печера знаходиться за 11 км на захід від міста Енішарбадемлі. Її довжина становить 15 000 метрів. Це найдовша печера Туреччини і друга в Європі. Підіймається на висоту 720 метрів. Має підземні річки, озера і водоспад. Температура води в них 4-5 °C. На вході з печери витікає швидкий водяний потік і дме сильний вітер. Вхід закритий залізними поручнями. Всередині печери знаходяться сталактити і сталагміти. Печера не досліджена до кінця, щорічно дослідниками відкриваються її нові частини.